# Lechria singularis
Lechria singularis là một loài ruồi trong họ Limoniidae. Chúng phân bố ở miền Australasia.